# Paul Birch (Schauspieler)
Paul Birch (* 13. Januar 1912 in Atmore, Alabama als Paul Lowery Smith; † 24. Mai 1969 auf St. George’s, Grenada) war ein US-amerikanischer Schauspieler.

## Leben und Karriere
Nach einem Studium an der Auburn University wurde Paul Birch Theaterschauspieler und war lange Jahre Mitglied des Pasadena Playhouse. Am Broadway spielte er Mitte der 1950er-Jahre in dem Stück The Caine Mutiny Court-Martial, einer Adaption von Herman Wouks Bestseller Die Caine war ihr Schicksal.
Paul Birch trat bereits ab Mitte der 1940er Jahre in Hollywood-Filmen auf, allerdings dauerte es weitere zehn Jahre, bis er von statistenähnlichen Auftritten zu lohnenswerteren Nebenrollen kam. Einen kleinen, im Abspann ungenannten Auftritt hatte er im Filmklassiker … denn sie wissen nicht, was sie tun als Polizist. Eher bekannt machten ihn allerdings seine Rollen in Western und Science-Fiction-Filmen, letztere entstanden nicht selten unter Regie oder Produktion von Roger Corman. In Cormans billig produziertem Gesandter des Grauens durfte er beispielsweise 1957 als melancholischer Außerirdischer eine seiner wenigen Kino-Hauptrollen spielen. Während des Drehs kam es aber zu einer Prügelei mit Corman, sodass es später keine weiteren Zusammenarbeiten gab. In Western verkörperte er überwiegend Autoritätscharaktere wie Richter (Zwei ritten zusammen), Sheriffs (Die erste Kugel trifft) und Bürgermeister (Der Mann, der Liberty Valance erschoß).
Im Fernsehen war der bullig wirkende, dunkelhaarige Birch in den 1950er-Jahren in Hauptrollen in den Serien The Court of Last Resort (in der er den Schriftsteller Erle Stanley Gardner verkörperte) und Cannonball (in denen er und William Campbell LKW-Fahrer spielten) präsent, beide Serien liefen aber nicht länger als ein Jahr. Zwischen 1963 und 1965 hatte er in der erfolgreichen Serie Auf der Flucht eine wiederkehrende Nebenrolle als Captain Carpenter, der Vorgesetzte des von Barry Morse gespielten Lieutenant Gerard. Daneben übernahm Birch Gastauftritte in Folgen von Serienklassikern wie Bonanza, Rauchende Colts, Perry Mason, Meine drei Söhne und Maverick. Mehrfach spielte er für Fernsehserien die gegnerischen Bürgerkriegs-Generäle Ulysses S. Grant und Robert E. Lee, zu denen er jeweils eine gewisse Ähnlichkeit aufwies.
Paul Birch starb im Mai 1969 auf Grenada im Alter von 57 Jahren an Krebs. Er war zweimal verheiratet und hatte vier Kinder, sein Enkel Ned Luke ist ebenfalls Schauspieler.

## Filmografie (Auswahl)

### Kino
- 1945: Mein Herz gehört dem Rebellen (The Fighting Guardsman)
- 1945: Mann ohne Herz (Adventure)
- 1946: Till the End of Time
- 1949: Der dritte Mann (The Third Man)
- 1952: Budapest antwortet nicht (Assignment – Paris!)
- 1952: Bonzo Goes to College
- 1953: Kampf der Welten (The War of the Worlds)
- 1953: The Eddie Cantor Story
- 1954: Ritt mit dem Teufel (Ride Clear of Diablo)
- 1954: Königin der Berge (Cattle Queen of Montana)
- 1955: Mit stahlharter Faust (Man Without a Star)
- 1955: Aus dem Leben einer Ärztin (Strange Lady in Town)
- 1955: Fünf Revolver gehen nach Westen (Five Guns West)
- 1955: Ausgeburt der Hölle (The Beast with a Million Eyes)
- 1955: Heiße Colts und schnelle Pferde (Apache Woman)
- 1955: … denn sie wissen nicht, was sie tun (Rebel Without a Cause)
- 1955: Die letzten Sieben (Day the World Ended)
- 1956: Die erste Kugel trifft (The Fastest Gun Alive)
- 1956: Schieß oder stirb! (Gun for a Coward)
- 1957: Gesandter des Grauens (Not of This Earth)
- 1957: Lindbergh – Mein Flug über den Ozean (The Spirit of St. Louis)
- 1957: Kreuzverhör (The Tattered Dress)
- 1957: Der 27. Tag (The 27th Day)
- 1957: Ein Toter kommt zurück (Joe Dakota)
- 1958: Duell im Morgengrauen (Gunman’s Walk)
- 1958: Der Tod reitet mit (Wild Heritage)
- 1958: In den Krallen der Venus (Queen of Outer Space)
- 1958: Strich durch die Rechnung (The Gun Runners)
- 1959: Der Revolverheld von Laredo (Gunmen from Laredo)
- 1960: Die Sünde lockt (Too Soon to Love)
- 1960: Das Geheimnis der Dame in Schwarz (Portrait in Black)
- 1960: Das Dunkel am Ende der Treppe (The Dark at the Top of the Stairs)
- 1961: Zwei ritten zusammen (Two Rode Together)
- 1962: Der Mann, der Liberty Valance erschoß (The Man Who Shot Liberty Valance)
- 1963: Eine total, total verrückte Welt (It’s a Mad, Mad, Mad, Mad World)
- 1963: Die rauhen Reiter von Texas (The Raiders)
- 1965: Die glorreichen Reiter (The Glory Guys)
- 1966: Immer wenn er Dollars roch (Dead Heat on a Merry-Go-Round)
- 1967: Mit dem Tod im Bunde (A Covenant with Death)
- 1967: Mordbrenner von Arkansas (Welcome to Hard Times)
- 1967: Der Befehl (Counterpoint)

### Fernsehen
- 1953/1955: The Lone Ranger (2 Folgen)
- 1953–1957: You Are There (15 Folgen)
- 1957: Cheyenne (Folge 2x20)
- 1957: Dezernat M (M Squad, Folge 1x04)
- 1957: Suspicion (Folge 1x12)
- 1957: Sugarfoot (Folge 1x08)
- 1957–1958: Die letzte Hoffnung (The Court of Last Resort, 22 Folgen)
- 1957–1960: Abenteuer im wilden Westen (Zane Grey Theater, 3 Folgen)
- 1957/1962: Rauchende Colts (Gunsmoke, 2 Folgen)
- 1958–1959: Fernfahrer Malone (Cannonball, 47 Folgen)
- 1958–1962: Have Gun – Will Travel (3 Folgen)
- 1959–1963: Im Wilden Westen (Death Valley Days, 3 Folgen)
- 1959–1966: Bonanza (3 Folgen)
- 1960: Black Saddle (Folge 2x15)
- 1960: Gold in Alaska (The Alaskans, Folge 1x30)
- 1960: Hawaiian Eye (Folge 1x32)
- 1960: Der Texaner (The Texan, Folge 2x41)
- 1960–1963: Wagon Train (6 Folgen)
- 1961: Abenteuer unter Wasser (Sea Hunt, Folge 4x01)
- 1961: Maverick (Folge 4x22)
- 1961: Bronco (Folge 3x06)
- 1961: Perry Mason (Folge 4x22 Der Fall mit dem manikürten Löwen)
- 1961/1962: Am Fuß der blauen Berge (Laramie, 2 Folgen)
- 1961–1962: 77 Sunset Strip (3 Folgen)
- 1961/1962: Sprung aus den Wolken (Ripcord, 2 Folgen)
- 1961–1963: Die Unbestechlichen (The Untouchables, 3 Folgen)
- 1962–1966: Die Leute von der Shiloh Ranch (The Virginian, 5 Folgen)
- 1963: Meine drei Söhne (My Three Sons, Folge 4x01)
- 1963–1965: Auf der Flucht (The Fugitive, 13 Folgen)
- 1964: Das große Abenteuer (The Great Adventure, Folge 1x20)
- 1964: Peyton Place (2 Folgen)
- 1966: Der Mann ohne Namen (A Man Called Shenandoah, Folge 1x31)